# Bariumbromide
Bariumbromide (BaBr2) is het bariumzout en waterstofbromide. De stof komt voor als een wit kristallijn poeder, dat goed oplosbaar is in water.

## Synthese
Bariumbromide kan bereid worden door reactie van bariumcarbonaat of bariumsulfide met waterstofbromide:
{\displaystyle {\ce {BaCO3 + 2HBr -> BaBr2 + H2O + CO2 (^)}}}
{\displaystyle {\ce {BaS + 2HBr -> BaBr2 + H2S (^)}}}